# Perry White
Pour les articles homonymes, voir White.
Perry White est un personnage de fiction appartenant à l'univers de DC Comics. Créé par le scénariste Jerry Siegel et le dessinateur Joe Shuster, il est apparu pour la première fois dans le comic book Superman vol. 1 #7 en 1940. Perry White est connu pour être le patron de Clark Kent et allié de Superman.

## Biographie du personnage
Perry White est le rédacteur en chef du Daily Planet à Metropolis. Il est très dur avec ses employés, il ne veut que du bon, et n'hésite pas à se mettre en colère pour obtenir ce qu'il veut. Il est dans le journal depuis l'âge de 17 ans.
Il considère Jimmy Olsen comme un petit jeune plein de talents qu'il faut aider.

## Apparitions dans d'autres médias

### Télévision
- Smallville (série) :
  - Saison 3, épisode 5 Incontrôlable, interprété par Michael McKean
  - Saison 9, épisode 21 Le livre de Rao, interprété par Michael McKean
- Superman, l'Ange de Metropolis (Superman: The Animated Series), série d'animation (1996-2000), doublé par George Dzundza
- Loïs et Clark (Lois & Clark: The New Adventures of Superman) (1993-1997) série, interprété par Lane Smith
- Les Aventures de Superman (Adventures of Superman) (1952-1958), interprété par John Hamilton
- Superman, série d'animation (1988), doublé par Stanley Ralph Ross (1937-2000)
- Super Friends dessin animé (1973)
- The New Adventures of Superman dessin animé (1966-1970), doublé par Ted Knight
- The Adventures of Superboy, série d'animation (1966-1969), doublé par Ted Knight

### Cinéma
- Superman (1978), Superman 2, Superman 3, Superman 4, interprété par Jackie Cooper
- Superman Returns (2006), interprété par Frank Langella
- Man of Steel (2013) et Batman v Superman : L'Aube de la justice (2016), interprété par Laurence Fishburne
- Superman (2025), interprété par Wendell Pierce

### Films d'animation
- Superman : Le Crépuscule d'un dieu (Superman: Doomsday, 2007) de Bruce Timm doublé par Ray Wise
- Superman, l'Ange de Metropolis (Superman: The Last Son of Krypton, 1996), doublé par George Dzundza
- Superman, l'Ange de Metropolis (The Batman/Superman Movie, 1998) , doublé par George Dzundza
- Superman : L'Homme de demain (Superman: Man of Tomorrow, 2020), doublé par Piotr Michael

### Jeu vidéo
- Superman: Shadow of Apokolips, 2002 (Infogrames/Atari)